# Luis Cordero Crespo
Luis Benjamín Cordero y Crespo (Déleg, 6 de abril de 1833 – Cuenca, 30 de janeiro de 1912) foi um político equatoriano. Sob filiação do Partido Progressista, ocupou o cargo de presidente de seu país entre 1 de julho de 1892 e 16 de abril de 1895.